# 飯田沙耶
飯田 沙耶（いいだ さや、1997年5月19日 - ）は、日本の女性プロレスラー。千葉県柏市出身。スターダム所属。血液型B型。

## 経歴

### 2018年
- スターダム10期生として入門。

### 2019年
- 1月14日、スターダム8周年記念興行で後楽園ホール大会における刀羅ナツコ戦でデビュー。（6分17秒ダイビング・ボディプレスで敗北）試合後、飯田はジャングル叫女、米山香織、ルアカ、刀羅からなるユニット「JAN」に加入した。
- 4月14日、新木場1stRINGで行われた『スターダムドラフト会議2019』でジャングル叫女はユニットリーダーとの5WAYバトルに敗れ、「JAN」は強制解散を余儀なくされた。飯田はSTARSのリーダー岩谷麻優に7位指名され、STARSに加入する。

### 2020年
- 2月16日、新木場1stRING大会で小野崎玲皇の引退試合に、タッグパートナーとして参戦。対戦相手はジャングル叫女＆星野唯月。
- 10月10日の大阪府立体育会館大会から始まったゴッデス・オブ・スターダム～タッグリーグ戦～に、レッドゴッデスサイドで羽南と共に参戦。タッグ名は「wing★gori」。
- 11月14日、後楽園大会にてレディ・Cのデビュー戦の相手を務め勝利。
- 11月20日、上野恩賜公園野外ステージで、女子プロレス合同興行「Assemble vol.2」のスターダム提供試合にスターライト・キッドとタッグを組み参戦。上谷沙弥＆AZM組に敗れる。
- 12月20日、大阪府立体育会館大会で舞華、上谷沙弥との3WAYマッチを制してフューチャー・オブ・スターダム王座を獲得。タイトルの挑戦・保持資格が「キャリア2年未満」と設定されていたが、戴冠後その場で1年延長を懇願し変更が認められた。

### 2021年
- 1月4日、テレビ朝日放送「ピン様キリ様」にて、女子プロレス業界の頂点「ピン様」として岩谷麻優、底辺「キリ様」として飯田が密着取材を受けた。[1]
- 1月17日　後楽園ホール大会にて、ウナギ・サヤカとフューチャー・オブ・スターダム王座選手権を行い、初防衛成功。
- 1月22日、SEAdLINNNG新木場1stRING大会の冒頭で、2020年末に宣戦布告された流れから岩谷麻優、渡辺桃と共に乱入。
- 2月10日、SEAdLINNNG新木場1stRING大会のメインイベントに渡辺桃と共にタッグで出場し、高橋奈七永&中島安里紗組と対決するも敗れる。
- 2月20日　新木場1stRING大会にて、SEAdLINNNGの花穂ノ利とフューチャー・オブ・スターダム王座選手権を行い、2度目の防衛成功。
- 3月3日、日本武道館大会で、第一試合となるバトルロイヤル戦「スターダム・オールスター・ランブル」に出場。現役選手、OG、他団体選手、男性レスラーが入り乱れる中13番目の退場となった。
- 3月26日　後楽園ホール大会にて、琉悪夏とフューチャー・オブ・スターダム王座選手権を行い、3度目の防衛成功。
- 4月7日、出場予定であった「STARDOM Cinderella tournament2021」の記者会見にて、右膝の前十字靭帯と外側側副靭帯の断裂を理由に長期欠場を発表[2]、トーナメント戦の代理は羽南が務めた。欠場に伴いフューチャー・オブ・スターダム王座は返上となった。

### 2022年
- 3月11日、東京都・品川インターシティホールでのスターダム『NEW BLOOD 1』で約11ヶ月ぶりに復帰（対戦相手は稲葉ともか＆Aoi組、パートナーは羽南）[3]。

### 2023年
- 9月29日、東京都・品川インターシティホール大会で羽南と「wing★gori」としてNEW BLOODタッグ王座を奪取。

### 2024年
- 12月8日、『第14回 GODDESSES OF STARDOM ～タッグリーグ戦』を飯田＆羽南「wing★gori」で初優勝。
- 12月29日、『STARDOM DREAM QUEENDOM 2024』両国国技館大会にて、飯田＆羽南「wing★gori」が渡辺桃＆テクラ組からゴッデス・オブ・スターダム王座を奪取。

## 人物
- 1人称は「あっし」。

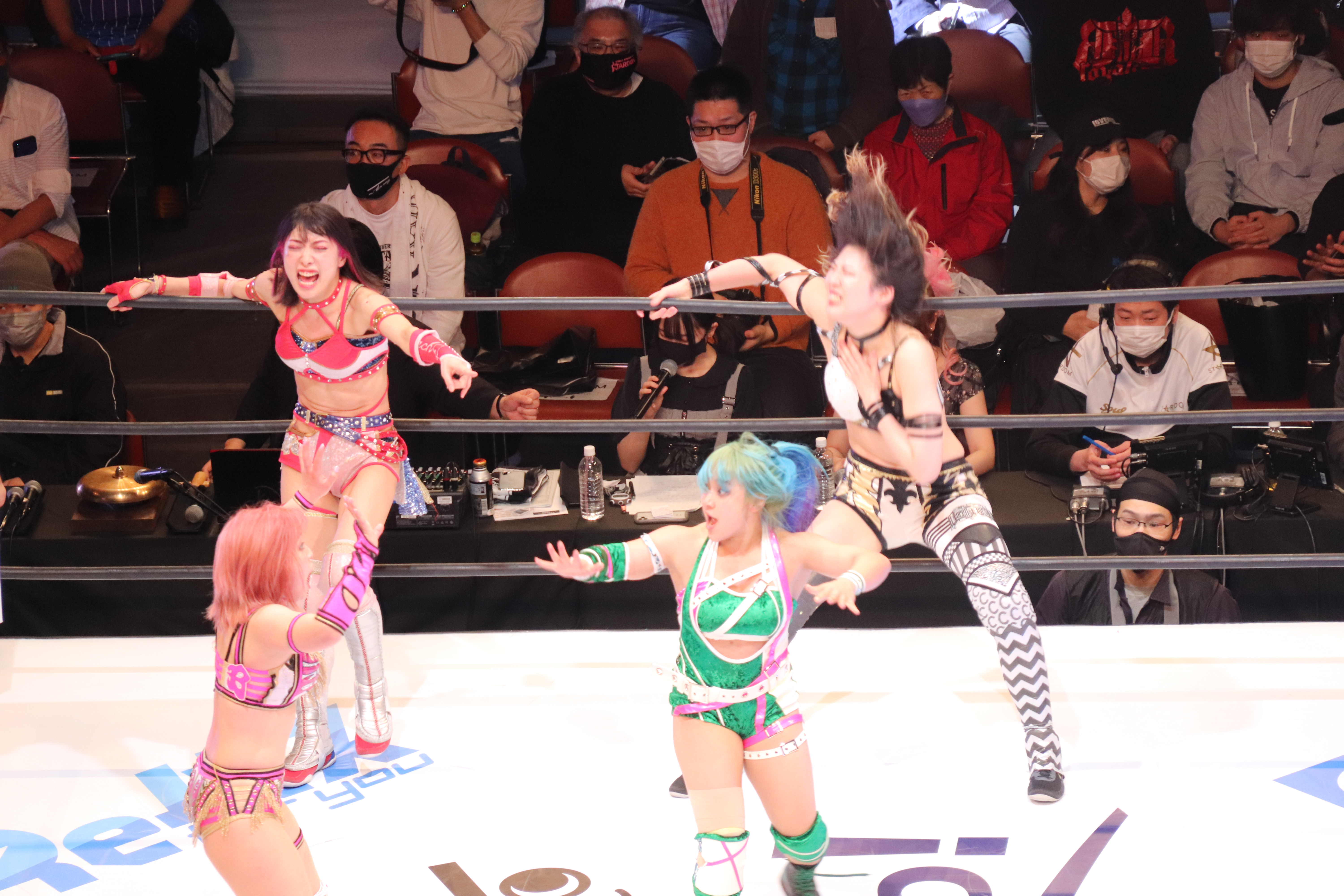
2023年

- 目標とするプロレスラーは柴田勝頼と石井智宏[4]。
- 中学時代は陸上部に所属し、400mリレーで千葉県大会に出場している[4]。
- 145cmと小柄ながらも、全身筋肉質の体格をしておりパワーファイターとして活躍している。
- 筋肉美を競い合う、「スターダム第1回マッスルコンテスト」では初代チャンピオンに輝いた[5]。
- 高校時代から筋トレに熱心で、「筋肉は嘘をつかない」「好きなプロテインはチョコ味」「ジムが家のようなもの」と公言。
- チームメイトに「筋肉とプロテインのことしか頭にないでしょ！」とからかわれることも多く、実際に「プロテインは神」「筋肉味うまい」「プロテインは飲み物じゃない、精神安定剤です」「プロテインないと不安で眠れない」「“好きな色”聞かれたら、プロテインの色って答えてる」の飯田語録を残す。
- 地方遠征の際にも、「飯田はリュックの半分がプロテインとシェイカーだった」と語られるほどのこだわりを持つ。
- ニックネームやコスチューム、入場映像などに「ゴリラ」のモチーフが随所に用いられ、気合を入れるためドラミングポーズなども披露する。
- 高校卒業後、設計事務所に就職するが図面を作成するCADが理解できず一年で退職。「プ女子」活動に熱中する中、2017年11月19日『STARDOM BEST OF THE GODDESSES 2017』後楽園大会での、当時中学1年だった羽南vsルアカの試合に感銘を受け、スターダムへの入門を決意。
- 練習生時代に合同練習のトレーナーをしていた花月・葉月の両選手を師と慕っている。一度引退していた葉月が復帰し、2021年11月に飯田と同じStarsに加入することが決まった際は、「葉月さんは、あっしにとって育ての親なので素直に嬉しいです」と、喜びのあまりリングの上で号泣した。
- 工業高校のインテリア科出身[6]であり、高校時代にはインテリアデザインの全国大会に入賞経験がある。[7]

## 得意技
飯田岩（いいだがん）
変形ダイヤモンド・カッター。岩谷麻優から伝授された。
達者でな！
変形キン肉バスター。STARDOMを退団したジャングル叫女の得意技「ジャングル・バスター」をオマージュ。
飯田橋
ジャイアント・キラー
クローズライン
逆水平チョップ乱れ打ち
飯田ロケット
ノーザンライト・スープレックス

## タイトル歴
スターダム
- 第4代フューチャー・オブ・スターダム王座
- 第2代NEW BLOODタッグ王座
  - w / 羽南
- 第35代ゴッデス・オブ・スターダム王座
  - w / 羽南
- 2024年GODDESSES OF STARDOM 優勝
  - w / 羽南

## 入場曲
- little GIANT